# Макрокосмос
Макрокосмос  (англ. Makrokosmos) - цикл фортепіанних мініатюр американського композитора Джорджа Крамба, вміщених в чотири зошити.  Композитор працював над цим твором впродовж 1972 – 1979 років. Назва приводить до асоціації з  "Мікрокосмосом" Бели Бартока. 

## Історія написання
"Макрокосмос" Дж. Крамба для ампліфікованого (підсиленого) фортепіано був створений у найбільш плідний період композиторської діяльності. В цей час він отримує Пулітцерівську премію (1968), побачили світ такі його шедеври як: Ніч чотирьох місяців / Night of the Four Moons (1969), Вічні голоси дітей / Ancient Voices of Children та Чорні янголи / Black Angels  (1970).  Створюючи "Макрокосмос" композитор мав на меті дослідити та продемонструвати всі технічні та музичні можливості фортепіано. Крамб використовує у циклі цитати з Бетховена і Шопена, застосовує музичну мову, яка є досить близькою до стильових моделей Бартока, Дебюссі, Мессіана.

## Структура

### Зошит I
Перший зошит "Макрокосмосу" Крамба був написаний у 1972 році і присвячений його другові та піаністу Девіду Берже (David Burge), яким трішки раніше було здійснено прем’єру «П’яти п’єс для фортепіано» (1962). Має підзаголовок «Дванадцять фантастичних п’єс зодіаку» / Twelve Fantasy-Pieces after the Zodiac, призначений для ампліфікованого фортепіано. Даний зошит можна умовно розділити на три частини, наче цикл у циклі. Кожна з п’єс носить відповідну до зодіаку назву:
Перша частина:
1. Первісні звуки (Рак) / Primeval Sounds (Genesis I) (Cancer)
2. Протеус (Риби) / Proteus (Pisces)
3. Пасторалє (з Королівства Атлантида, приблизно 10 000 рр. до н.е.) (Телець) / Pastorale (from the Kingdom of Atlantis, ca. 10,000 B.C.) (Taurus)
4. Розп’яття (Козеріг) / Crucifixus [SYMBOL] (Capricorn)

Друга частина:
1. Фантом Гондольєр (Скорпіон) / The Phantom Gondolier (Scorpio)
2. Нічне закляття I (Стрілець) / Night-Spell I (Sagittarius)
3. Музика тіней (для еолійської арфи) (Терези) / Music of Shadows (for Aeolian Harp) (Libra)
4. Чарівне коло нескінченності (Лев) / The Magic Circle of Infinity (Moto Perpetuo) [SYMBOL] (Leo)

Третя частина:
1. Безодня часу (Діви) / The Abyss of Time (Virgo)
2. Весна-вогонь (Овен) / Spring-Fire (Aries)
3. Картини снів (Любов-смерть) (Близнюки) / Dream Images (Love-Death Music) (Gemini)
4. Спіральна галактика (Водолій) / Spiral Galaxy [SYMBOL] (Aquarius)

Приклади символів Зодіаку наведені автором з ініціалами конкретних осіб народжених під цими знаками, як Лорка і Брамс. Митець написав Зошит №1 в пам’ять Бели Бартока. Остання п’єса кожної з частин зошиту побудована та записана таким чином, що звукова тканина формує зображення. Відповідно, п’єса №1 утворює хрест, п’єса №8 – коло та п’єса №12 – спіраль.

### Зошит II
Другий зошит "Макрокосмосу" був завершений у 1973 році, присвячений пам'яті Густава Малера. В переважній більшості він відповідає організаційній схемі першого зошиту, містить такий самий підзаголовок ("Дванадцять фантастичних п’с зодіаку") і призначений для ампліфікованого фортепіано. Обидва зошити утворюють послідовність із 24 фантастичних п’єс. 
Частина 1:
1. Ранкова музика (Буття ІІ) (Рак) / Morning Music (Genesis II) (Cancer)
2. Містичний хорд (Стрілець) / The Mystic Chord (Saggitarius)
3. Варіації дощу-смерті (Риби) / Rain-Death Variations (Pisces)
4. Близнюки сонця (Близнюки) / Twin Suns (Doppelgänger aus der Ewigkeit) [SYMBOL] (Gemini)

Частина 2:
1. Привид-Ноктюрн: для Друїдів Стоунхенджа (Нічне заклинання ІІ) (Діва) / Ghost-Nocturne: for the Druids of Stonehenge (Night-Spell II) (Virgo)
2. Гаргуйл (Телець) / Gargoyles (Taurus)
3. Тора! Тора! Тора! (Скорпіон) / Tora! Tora! Tora! (Cadenza Apocalittica) (Scorpio)
4. Пророцтво Нострадамуса (Овен) / A Prophecy of Nostradamus [SYMBOL] (Aries)

Частина 3:
1. Космічний вітер (Терези)/ Cosmic wind (Libra)
2. Голоси з «Корони Бореаліс» (Водолій) / Voices from "Corona Borealis" (Aquarius)
3. Єктенія дзвонів Галактики (Лев) / Litany of the Galactic Bells (Leo)
4. Agnus Dei (Козеріг) / [SYMBOL] (Capricorn)

В даному зошиті композитор також використовує символічний вигляд партитури. Тут ми зустрічаємо: два кола у п’єсі №4, знак миру - №12 та ін. 

### Зошит III
Створений в 1974 році під назвою «Музика для літнього вечора» / Music for a Summer Evening. Цикл написаний для двох ампліфікованих фортепіано та ударних. Він відрізняється від попередніх двох тим, що складається лише з п’яти творів та не асоціює їх зі знаками зодіаку.
1. Нічні звуки (пробудження) / Nocturnal Sounds (The Awakening)
2. Фантазія мандрів / Wanderer-Fantasy
3. Прихід (включає Гімн про Різдво, Зірка-дитина) / The Advent (including Hymn for the Nativity of the Star-Child)
4. Міф / Myth
5. Музика зоряної ночі / Music of the Starry Night

Три п’єси з цього зошиту подані з епіграфом: №1 - з поеми Сальваторе Квазімодо / Salvatore Quasimodo «Ulysses' Isle», №3 – із Паскаля, №5 – з Рільке.

### Зошит IV
Останній зошит «Макрокосмосу» називається «Небесна Механіка» / Celestial Mechanics, містить підзаголовок «Космічні танці для ампліфікованого фортепіано, в чотири руки» / Cosmic Dances for Amplified Piano, Four Hands. Тобто, назва кожної п’єси пов’язана із певною зіркою. Дж. Крамб завершив цикл «Макрокосмос» у 1979 році.
1. ά Центавра / Alpha Centauri
2. β Лебедя / Beta Cygni
3. γ Дракона / Gamma Draconis
4. δ Оріона / Delta Orionis